# Didissandra wildeana
Didissandra wildeana är en tvåhjärtbladig växtart som beskrevs av A. Weber och Brian Laurence Burtt. Didissandra wildeana ingår i släktet Didissandra och familjen Gesneriaceae. Inga underarter finns listade i Catalogue of Life.